# Roger Fourneyron
Pour les articles homonymes, voir Fourneyron.
Roger Fourneyron, né le 19 janvier 1921 au Puy (Haute-Loire) et mort le 10 novembre 1984 dans la même ville, est un homme politique français.

## Biographie
Roger Fourneyron meurt le 10 novembre 1984 à l'âge de 63 ans,.
Un centre porte son nom,,.

## Détail des fonctions et des mandats

### Mandats locaux
- 1953 - 1959 : Conseiller municipal du Puy
- 1965 - 1971 : Conseiller municipal du Puy
- 1976 - 1977 : Conseiller municipal du Puy
- 1977 - 10 novembre 1984 : Maire du Puy
- Conseiller régional d'Auvergne

### Mandats parlementaires
- 9 juillet 1974 - 2 avril 1978 : Député de la 1re circonscription de la Haute-Loire[6]
- 6 mai 1978 - 22 mai 1981 : Député de la 1re circonscription de la Haute-Loire[7]